# Achilles Last Stand
«Achilles Last Stand» es un tema de la banda británica Led Zeppelin escrito por Robert Plant y Jimmy Page incluido en su álbum Presence. Es el tema más largo del disco y el que le da comienzo. La temática de la canción trata principalmente del héroe aqueo, mitológico Aquiles (Robert Plant sentía interés por la mitología griega). Asimismo, el título, "Achilles Last Stand", que en español equivaldría a "La última batalla de Aquiles", hace referencia al último momento de vida de Aquiles, que resiste tras ser herido de muerte por Paris, que le ha alcanzado el punto débil: el talón. La canción describe las aventuras de Aquiles desde su punto de vista, contando los lugares por los que ha viajado, luchado, hasta hablar de su amada y su descendencia.
También fue inspirado en parte por el accidente automovilístico que tuvo Robert Plant, quebrándose el tobillo.
Con 10 minutos y 22 segundos, Achilles Last Stand es la tercera canción más larga de Led Zeppelin (tras In My Time of Dying con 11minutos y 6 segundos y Carouselambra con 10 minutos 34 segundos). Es famosa por la fuerte presencia de batería de John Bonham, la compleja línea de bajo de John Paul Jones (tocada con un bajo de ocho cuerdas fabricado a medida) y el arreglo orquestal de guitarra por parte de Jimmy Page.
Jimmy Page, guitarrista de la banda, dijo numerosas veces que Achilles Last Stand es su canción favorita de Led Zeppelin. No es de sorprender, entonces, que el tema fue tocado en todos los recitales que dio Led Zeppelin a partir de 1977.
Una versión en vivo de este tema, tomada de un recital que dio la banda en Knebworth en 1979, puede encontrarse en el disco 2 del DVD de Led Zeppelin.